# Batalha de Dreux

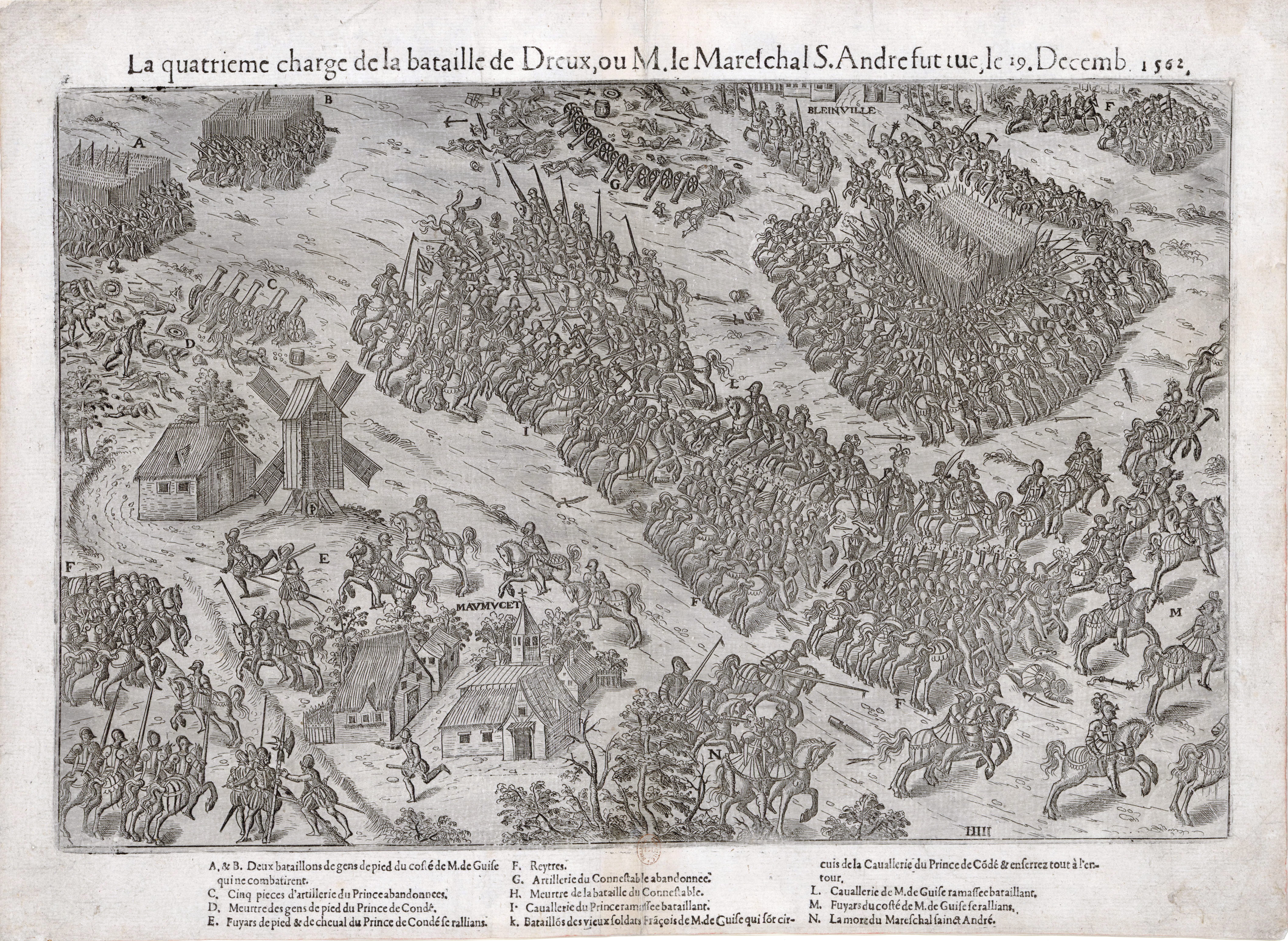
Batalha de Dreux

A Batalha de Dreux foi travada em 19 de dezembro de 1562 entre católicos e huguenotes. Os católicos eram liderados por Anne de Montmorency, enquanto Luís I de Bourbon-Condé, liderava os huguenotes. Embora comandantes de ambos os lados tenham sido capturados, os católicos franceses venceram a batalha que constituiria o primeiro grande compromisso das Guerras Religiosas Francesas. Dos 30 000 homens que lutaram, estima-se que 9-10 000 foram mortos ou feridos, tornando-se uma das batalhas mais sangrentas do período.

## Fim da guerra
Apesar de uma vitória para os católicos, eles foram incapazes de capitalizá-la e levou quase sete semanas até que eles estivessem prontos para lançar um ataque contra Orleães, o último reduto huguenote no Loire. Neste tempo, os protestantes conseguiram reforçar a cidade com sua infantaria restante e reunir sua força de cavalaria essencialmente ilesa. Foi com isso que Coligny restabeleceu o controle protestante sobre as importantes cidades da baixa Normandia. Isto em combinação com o assassinato do Duque de Guise no culminar do cerco de Orleans significou que a primeira guerra civil terminou, não com uma derrota decisiva dos huguenotes, mas sim com o Édito de Amboise que permitiu um nível restrito de culto huguenote.